# Eucheilota duodecimalis
Eucheilota duodecimalis is een hydroïdpoliep uit de familie Lovenellidae. De poliep komt uit het geslacht Eucheilota. Eucheilota duodecimalis werd in 1862 voor het eerst wetenschappelijk beschreven door A. Agassiz. 